# 125371 Vojacek
125371 Vojacek este o planetă minoră (asteroid) din centura de asteroizi. A fost descoperită pe 14 noiembrie 2001 la Ondřejovská hvězdárna⁠(d) de Peter Kušnirák⁠(d). 
Obiectul prezintă o orbită caracterizată de o semiaxă mare de 2,448178196107 UAi, o excentricitate de 0,13895282815367, o înclinație de 7,0879409595545 ° în raport cu ecliptica.